# Miguel Cantacuceno (fallecido en 1264)
Miguel Cantacuceno (en griego: Μιχαήλ Καντακουζηνός; fallecido en 1264) fue gran conostaulo del Imperio bizantino bajo el emperador Miguel VIII Paleólogo. 
Según Paquimeres, este Miguel Cantacuceno fue uno de los oficiales bajo el mando de Juan Paleólogo enviados por el emperador Miguel en 1263 para una campaña contra Miguel II, déspota de Epiro. Después de esta campaña, Miguel Cantacuceno fue hecho gran conostaulo  o «gran condestable».
La Crónica de Morea menciona a un Cantacuceno, de nombre desconocido, que fue céfalo o gobernador de la provincia bizantina del Peloponeso en 1262. Este Cantacuceno transmitió los informes de la agresión de Guillermo II de Villehardouin, lo que condujo a Miguel VIII a enviar un ejército al Peloponeso contra Guillermo. Fue un reconocido soldado, y su muerte a principios de la batalla de Macriplagi tuvo un efecto desmoralizador en el lado bizantino, lo que condujo a su derrota. Donald Nicol señala que «es tentador identificar a este anónimo Cantacuceno del Peloponeso con el Miguel Cantacuceno» enviado contra Miguel II de Epiro, pero admite que hay dificultades. Sin embargo, esta identidad es asumida a menudo en obras anteriores.
Este Miguel también pudo ser el abuelo de Juan VI Cantacuceno, mencionado en la versión aragonesa de la Crónica de Morea. Nicol observa: «El padre del futuro emperador Juan VI es conocido por haber sido gobernador bizantino del Peloponeso».